# Кущ Віктор Максимович
Кущ Віктор Максимович (10 (22) листопада 1887 , Олександрівськ, Катеринославська губернія  — 21 листопада 1942 , Варшава, Генеральна губернія ) — український військовик, начальник оперативного відділу штабу Дієвої армії УНР, генерал-хорунжий.

## Біографія
Народився 10 листопада 1887 року у Олександрівську (нині Запоріжжя). Військову освіту здобув в Одеському піхотному училищі 1904 року. У складі 15-го пішого полку брав участь у російсько-японській війні 1904—1905 років. За особисту хоробрість нагороджений двома орденами. 1912 року закінчив Миколаївську академію генерального штабу. У роки Першої світової війни був штаб-офіцером для доручень штабу 4-го Сибірського армійського корпусу.
В українській армії воював із серпня 1918 року. За Гетьманату — начальник відділу 1-го квартирмейстерства Генерального штабу, начальник штабу 13-ї пішої дивізії.
У січні 1919 року — начальник організаційного відділу Генерального штабу, пізніше — начальник розвідувального відділу Дієвої армії, штабів Запорізького корпусу, Запорізької групи та генерал-квартирмейстерства Головного управління Генерального штабу. 1920 року став генерал-хорунжим.
1923 року в Каліші налагодив видання журналу «Табор», був його редактором до 1939 року. Співорганізатор Українського воєнно-історичного товариства у Польщі. Автор багатьох публікацій з історії Визвольних змагань.
Помер 21 листопада 1942 року, похований у православній частині міського цвинтаря «Воля» у Варшаві.

## Вшанування пам'яті
10 листопада 2018 року на державному рівні в Україні відзначається пам'ятна дата — 140 років з дня народження Віктора Куща (1878—1942), військового діяча, генерал-хорунжого Армії УНР.